# 納谷幸二
納谷 幸二（なや こうじ、1973年8月25日 - ）は、埼玉県出身でアイシンシーホースなどに所属していた元バスケットボール選手。現役時代のポジションはG/F。

## 来歴・人物
所沢市立牛沼小学校、所沢市立東中学校、北陸高校、拓殖大学を経て、1996年にトヨタ自動車に入社。日本代表としても活躍した。
2005年にアイシンシーホースへ移籍し、2008年に現役を引退した。
現役最後の試合となったファイナルでは残り8秒から出場し、シュートを決めた。
2008年より、岡山商科大学と附属高校の男子バスケットボール部監督に就任した。

## 経歴
- 北陸高校 - 拓殖大学 - トヨタ自動車（1996年-2005年） - アイシン（2005年-2008年）